# Anya (krater)
Anya är en nedslagskrater på planeten Venus. Anya har fått sitt namn efter det ryska kvinnonamnet Anja.
Kratern har en diameter på ungefär 18 kilometer.